# Ormoy-la-Rivière
Ormoy-la-Rivière là một xã ở tỉnh Essonne thuộc vùng Île-de-France miền bắc nước Pháp.
Thị trấn nằm on the right bank of the Juine, which flows northward through the commune.
Theo điều tra dân số năm 1999, dân số xã này là 943 người. Ước tính dân số năm 2004 là 941.
Danh xưng cư dân địa phương Ormoy-la-Rivière trong tiếng Pháp là Ormoisiens.